# Урахча
Урахча (тат.  Уракчы) — село в Рыбно-Слободском районе Республики Татарстан. Административный центр Урахчинского сельского поселения.
Расположено на правом притоке реки Суша в 21 км к востоку от поселка городского типа Рыбная Слобода.

## История
По некоторым предположениям на территории поселения располагался могильник начала железного века. При проведении строительных работ в 1971 году были обнаружены глиняные сосуды круглодонной формы с орнаментом в виде змейки и ямочных вдавлений, бронзовые вещи (ананьинского типа), черепа людей, кости.
Поселение известно с 1619 года как Пустошь Уращи. В дореволюционных источниках упоминается также как село Богородское. 
Вероятно, название села происходит от «урак» (тат.) – серп, «урак ясаучы» — делающий насечки на серпах.
В 1852 году после большого пожара оставшиеся без крова крестьяне переселились на новое место - в деревню Николаевку. 
До 1860-х годов жители подразделялись на помещичьих и государственных крестьян. Занимались земледелием, разведением скота, рыболовством, торговлей хлебом, слесарным и кузнечным промыслами. В начале 20 века здесь располагалось волостное правление, функционировали Владимирско-Богородицкая церковь (построена в 1721 году, памятник архитектуры), земская школа (открыта в 1867 году), 2 пивные, 1 казённая винная и 6 мелочных лавок, читальня Общества трезвости. В этот период земельный надел сельской общины составлял 1509 десятин.
В июне 1919 г. на окраине села Урахча произошло крупное сражение периода Гражданской войны, в котором войска белого движения потерпели поражение и были вынуждены переправиться на левый берег реки Кама.
До 1920 село являлось центром Урахчинской волости Лаишевского уезда Казанской губернии. С 1920 года в составе Лаишевского кантона Татарской АССР. С 1927 года в Рыбно-Слободском районе, с 01.02.1963 в Пестречинском районе. В 1965 году вновь включено в состав Рыбно-Слободского района.

## Население
| 1782       | 1859 | 1897 | 1908 | 1920 | 1926 | 1949 | 1958 | 1970 | 1989 | 2002 | 2010 |
| ---------- | ---- | ---- | ---- | ---- | ---- | ---- | ---- | ---- | ---- | ---- | ---- |
| 452 (муж.) | 798  | 1521 | 1624 | 1675 | 1592 | 993  | 636  | 470  | 375  | 405  | 325  |

## Достопримечательности
Владимирская церковь в с.Урахча, построенная в 1721 г. Представляет собой самый древний храм в Рыбно-Слободском муниципальном районе. Сохранившаяся часть храма (без колокольни) представляет собой осевую композицию с доминирующим объемом самой церкви. Храм исполнен в стиле барокко.

## Известные личности
• Русаков Климент Сергеевич (1904-1996), полковник советской армии, участник Великой Отечественной войны. Герой Советского Союза (1945)
• Рыжов Михаил Иванович (1922-1988), советский военный деятель, участник Великой Отечественной войны, полковник. Герой Советского Союза (1946)